# بیرینجی علیجانلی
بیرینجی علیجانلی (به ترکی آذربایجانی: Birinci Əlicanlı) یک منطقه مسکونی در جمهوری آذربایجان است که در شهرستان زرداب واقع شده است. بیرینجی علیجانلی ۱۱۴۳ نفر جمعیت دارد.